# Suha Balka, Veselînove
Suha Balka (în ucraineană Суха Балка) este un sat în comuna Mîkolaiivka din raionul Veselînove, regiunea Mîkolaiiv, Ucraina.

## Demografie
Componența lingvistică a localității Suha Balka
     Ucraineană (100%)
Conform recensământului din 2001, toată populația localității Suha Balka era vorbitoare de ucraineană (100%).